# Kun for mig
"Kun for mig" er en sang af den danske sangerinde Medina, der blev udgivet som førstesingle fra hendes andet studiealbum, Velkommen til Medina den 22. september 2008. Sangen har solgt mere end 90.000 eksemplarer, og har ligget #1 i sammenlagt seks uger på den danske single-hitliste i 2009. Det er desuden den bedst sælgende sang i 2009.
"Kun for mig" er også blevet udgivet i to udgaver hvor henholdsvis sangeren Burhan G og rapperen L.O.C. medvirker, sidstnævnte med titlen "Kun for dig" lå 11 uger på single-hitlisten, hvor den toppede som #1.
I slutningen af september 2009 udkom en engelsk version af "Kun for mig", med titlen "You and I", som er oversat af Adam Powers og Julie Steincke. Denne udgave nåede en 39. plads på den britiske single-hitliste.

## Trackliste
- Single[1]

1. "Kun for mig" – 4:12

- Remix EP[5]

1. "Kun for mig" (DJ Aligator Club Remix) – 5:56
2. "Kun for mig" (DJ Aligator Radio Remix) – 3:59
3. "Kun for mig" (Rune RK Remix) – 6:00
4. "Kun for mig" (Spider Monkey Remix) – 7:59
5. "Kun for mig" (Svendstrup & Vendelboe Remix) – 5:04

## Hitlisteplacering
| Hitliste (2009) | Højeste placering | Certificering |
| --------------- | ----------------- | ------------- |
| Danmark         | 1                 | 3x Platin     |